# Биатлон на Зимским олимпијским играма 2018 — штафета за жене
Такмичење у дисциплини штафета у женској конкуренцији, на Зимским олимпијским играма 2018. у Пјонгчангу, (Јужна Кореја) одржано је 22. фебруара на комплексу за скијашко трчање и биатлон Алпензија са почетком у 20.15 часова по локалном времену.
Титулу олимпијских победница из Сочија 2014. бранила је штафета из Украјине.

## Правила такмичења
Екипа се стастоји од 4 биатлонке, од којих свака трчи 6 km, са два гађања; једно у лежећем и једно у стојећем ставу. За свако гађање (5 мета) такмичарка има 8 метака, од којих 5 иду у шаржер, а преостала три (уколико буду потребни) морају се ручно напунити. Уколико и после испуцаних 8 метака, има непогођених мета, трчи се казнени круг од по 150 м за сваи промашај. Прве такмичарке свих екипа крећу у исто време, а свака следећа, зависно од тога којим редом њена претходница из екипе стигне на место предаје штафета. Предаја се врши додиривањем, на било ком месту на телу, у „зони“ предаје дугој 50 метара. Предају надгледају посебне судије. Прво гађање, прве такмичарке је на мети која одговара стартном броју штафете, а друго по редоследу стизања на гађање.

## Земље учеснице
Учествало је 72 такмичара (18 штафета) из 20 земаља.
1. Белорусија 4
2. Бугарска 4
3. Јапан 4
4. Јужна Кореја 4
5. Канада 4
6. Чешка 4
7. Финска 4
8. Француска 4
9. Немачка 4
10. Италија 4
11. Казахстан 4
12. Норвешка 4
13. Пољска 4
14. Словачка 4
15. Швајцарска 4
16. Шведска 4
17. Украјина 4
18. САД 4

## Резултати
| Пласман | Ст. бр | Земља                                                                                   | Време                                      | Промашаји (Л+С)                          | Заостатак |
| ------- | ------ | --------------------------------------------------------------------------------------- | ------------------------------------------ | ---------------------------------------- | --------- |
|         | 10     | Надежда Скардино · Ирина Кривко · Динара Алимбекова · Дарја Домрачева · Белорусија      | 17:35,2 18:08,2 18:52,4 17:27,6 1.12:03,4  | 0+0 0+2 0+1 0+0 0+2 0+1 0+0 0+3 0+3 0+6  | –         |
|         | 3      | Лин Персон · Мона Брорсон · Ана Магнусон · Хана Еберг · Шведска                         | 17:35.1 19:16.8 18:25.9 16:56.3 1:12:14.1  | 0+2 0+2 0+3 0+3 0+2 0+0 0+0 0+0 0+7 0+5  | +10,7     |
|         | 2      | Анајс Шевалије · Мари Дорен Абер · Жистин Брезаз · Анајс Бескон · Француска             | 17:20.8 18:25.6 18:40.6 17:54.0 1:12:21.0> | 0+1 0+2 0+1 0+1 0+3 0+3 0+1 0+2 0+6 0+8  | +17,6     |
| 4       | 7      | Синеве Солемдал · Тирил Екхоф · Ингрид Ландмарк Трандеволд · Марте Олсбу · Норвешка     | 17:09.8 18:49.5 19:18.9 17:14.9 1:12:33.1  | 0+0 0+1 0+1 1+3 0+1 2+3 0+0 0+3 0+2 3+10 | +29,7     |
| 5.      | 17     | Паулина Фијалкова · Анастасија Кузмина · Терезија Пољакова · Ивона Фијалкова · Словачка | 17:07,8 18:30,5 18:59,4 18:04,1 1:12:41,8  | 0+1 0+0 0+1 1+3 0+1 0+1 0+0 0+2 0+3 1+6  | +38,4     |
| 6.      | 8      | Елиза Гаспарин · Лена Хеки · Селина Гаспарин · Ирене Кадуриш · Швајцарска               | 17:32,8 18:15,5 18:56,7 18:01,9 1:12:46,9  | 0+1 0+0 0+3 0+2 0+2 0+3 0+8 0+8          | +43,5     |
| 7.      | 9      | Моника Хојниш · Магдалена Гвиздоњ · Кристина Гузик · Вероника Новаковска · Пољска       | 17:29,3 18:18,6 18:30,8 18:28,3 1:12:47,0  | 0+1 0+2 0+1 0+1 1+3 0+1 0+2 0+3 1+7 0+7  | +43,6     |
| 8       | 1      | Франциска Пројс · Дениз Херман · Франциска Хилдебранд · Лаура Далмајер · Немачка        | 17:49,6 19:07,4 18:33,9 17:26,4 1:12:57,3  | 0+0 1+3 1+3 0+1 0+0 0+1 1+3 2+8          | +53,9     |
| 9.      | 5      | Лиза Витоци · Доротеа Вијерер · Никол Гонтијер · Федерика Санфилипо · Италија           | 16:49,0 18:47,4 18:55,0 18:36,1 1:13:07,5  | 0+1 0+0 2+3 0+0 0+3 1+3 0+0 1+3 2+7 2+6  | +1:04,1   |
| 10.     | 11     | Сара Бодри · Џулија Рансом · Ема Лундер · Розана Крофорд · Канада                       | 18:04.0 18:27.7 19:09.6 17:55.5 1:13:36.8  | 0+0 0+3 1+3 0+0 0+1 0+1 1+4 0+7          | +1:33,4   |
| 11.     | 4      | Ирина Варвинец · Вита Семеренко · Јулија Џима · Анастасија Меркушина · Украјина         | 18:30,9 19:15,4 17:38,7 18:19.8 1:13:44,8  | 0+0 1+3 0+1 0+1 0+2 0+0 0+3 2+7          | +1:41,4   |
| 12.     | 6      | Ева Пускарчикова · Џесика Јислова · Маркета Давидова · Вероника Виткова · Чешка         | 17:21,4 19:56,1 18:57,9 17:44,3 1:13:59,7  | 0+1 0+2 0+0 2+3 0+0 0+2 0+1 4+10         | +1:56,3   |
| 13.     | 18     | Сузан Данкли · Клер Иган · Џоана Рид · Емили Дрејсигекер · САД                          | 16:56,6 18:42,4 19:01,1 19:25,2 1:14:05,3  | 0+0 0+1 0+0 0+0 1+3 0+1 0+2 0+3 1+5 0+5  | +2:01,9   |
| 14.     | 14     | Галина Вишњевска · Дарија Климина · Алина Рајкова · Олга Полторанина · Казахстан        | 17:50,.2 19:54,3 18:28,3 18:05,2 1:14:18,0 | 0+0 0+3 0+1 1+3 0+1 0+1 0+0 0+0 0+2 1+7  | +2:14,6   |
| 15.     | 13     | Лаура Тојванен · Кајса Мекерејнен · Мари Лауканен · Венла Лехтонен · Финска             | 17:36,8 17:45,4 20:09,2 19:05,8 1:14:37,2  | 0+1 0+0 0+0 0+2 0+2 2+3 0+3 0+2 0+6 2+7  | +2:33,8   |
| 16.     | 16     | Емилија Јорданова · Данијела Кадева · Стефани Попова · Десислава Стојанова · Бугарска   | 18:24,4 18:33,2 19:27,6 18:12,8 1:14:38.0  | >0+0 1+3 0+0 0+1 1+3 0+1 0+0 0+1 1+3 1+6 | +2:34,6   |
| 17.     | 12     | Фијуко Тачизаки · Сари Фуруја · Рина Мицухаши · Јурие Танака · Јапан                    | 17:51,6 19:50,2 18:40,0 19:25,9 1:15:47.7  | 0+0 0+2 0+1 2+3 0+1 0+0 0+0 0+2 0+2 2+7  | +3:44,3   |
| 18.     | 15     | Ана Фролина · Јекатерина Авакумова · Mun Ji-hee · Ko Eun-jung · Јужна Кореја            | 20:32,3 18:33,9 19:24,5 21:49,9 1:20:20,6  | 0+2 4+3 0+1 0+2 0+1 1+3 0+5 6+11         | +8:17,2   |